# 川合村 (岐阜県郡上郡)
川合村（かわあいむら）は、かつて岐阜県郡上郡に存在した村である。1954年に合併で八幡町となった後、現在は郡上市の一部である。
かつての八幡町北部に位置し、長良川左岸、および小駄良川（吉田川支流）沿いに位置し、村名は、これらの川が合流する場所であることから名づけられた。
八幡町の中心部に近い村であった。

## 歴史
- 江戸時代、この地域の大部分は郡上藩領であり、宝暦年間に発生した郡上一揆では多くの村民が決起している。
- 1897年（明治30年）4月1日 - 中坪村、初音村、河鹿村、五町村、瀬取村 が合併し発足。
- 1954年（昭和29年）12月15日 - 八幡町（初代）、相生村、口明方村、西和良村と合併し、改めて八幡町が発足。同日川合村廃止。

## 学校
- 川合村立川合小学校（現・郡上市立川合小学校）
- 川合村立川合中学校

## 公共交通機関
- 国鉄越美南線 （通過のみ）
  - 1986年（昭和61年）12月11日、国鉄越美南線の長良川鉄道への転換時に開業した自然園前駅が、旧・川合村に位置する。

## 神社・仏閣など
- 八坂神社